# 藪塚温泉
藪塚温泉（やぶづかおんせん）は、群馬県太田市にある温泉。やぶ塚温泉、薮塚温泉とも称される。

## 泉質
泉質はメタケイ酸及び炭酸水素ナトリウム。湯の入、滝の入、西長岡の三つに源泉がある。

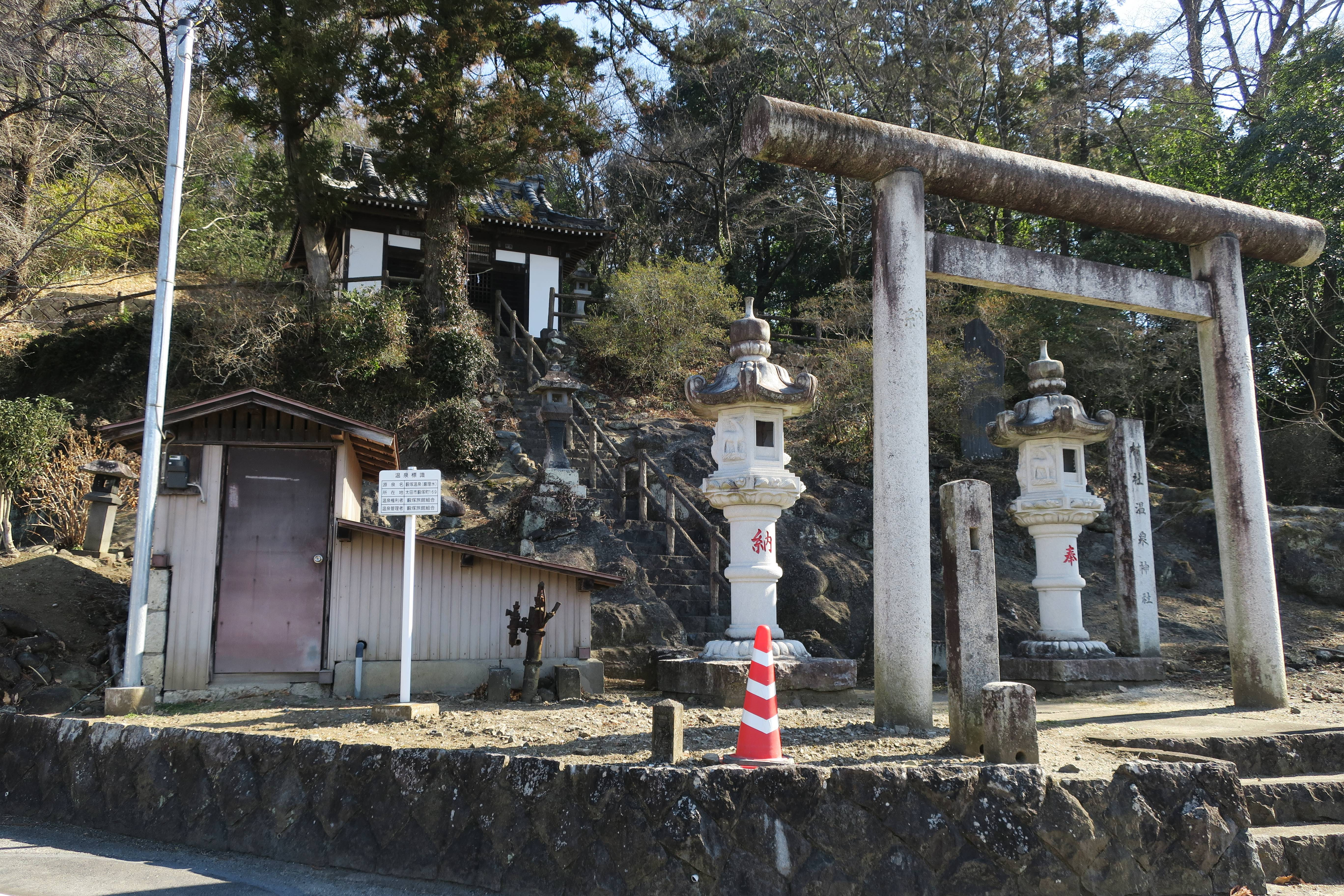
温泉神社と藪塚温泉源泉（巌理水）

## 温泉街
4軒の旅館が存在する。うち、温泉を利用しているのは3軒である。

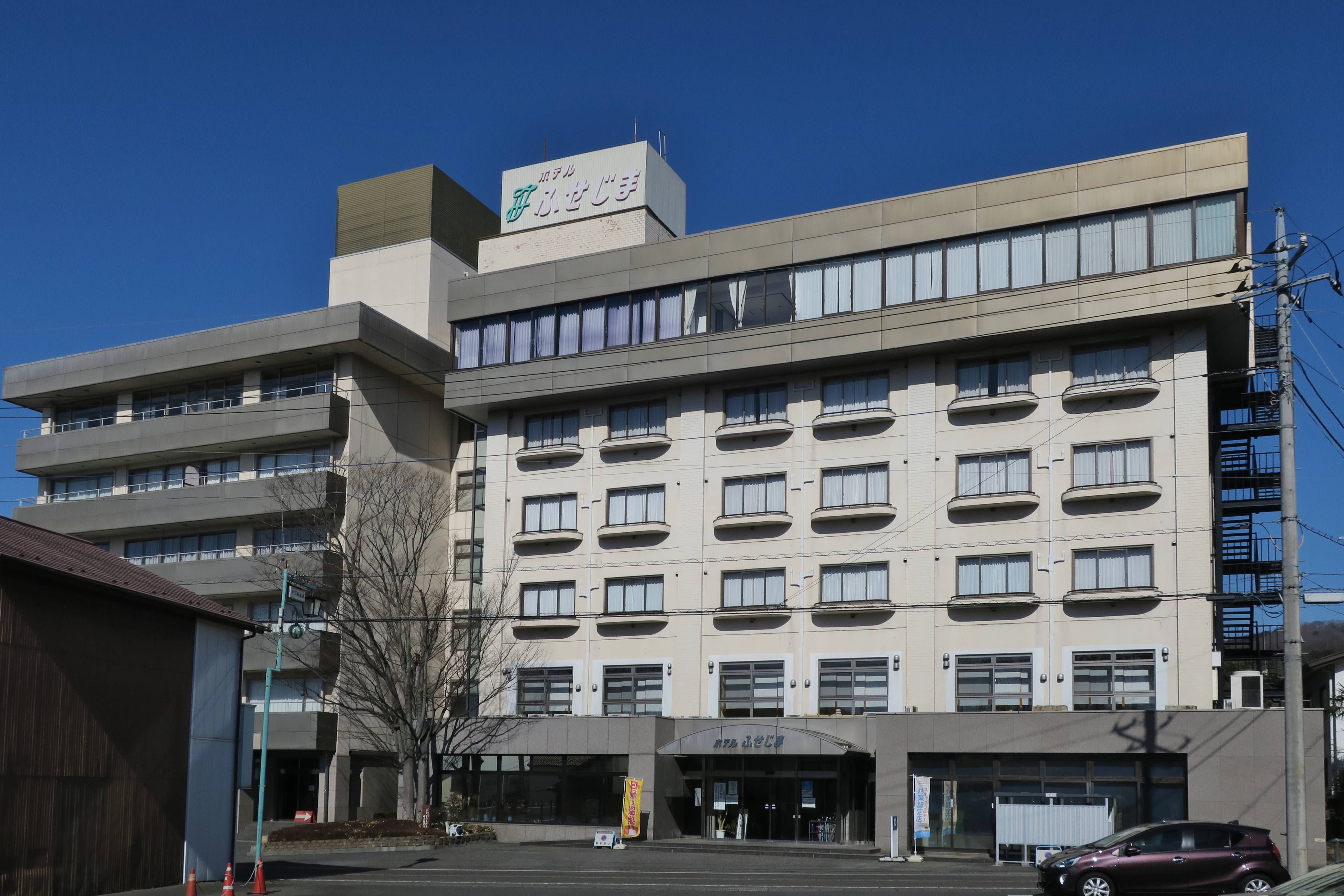
ホテルふせじま（温泉旅館）休館中
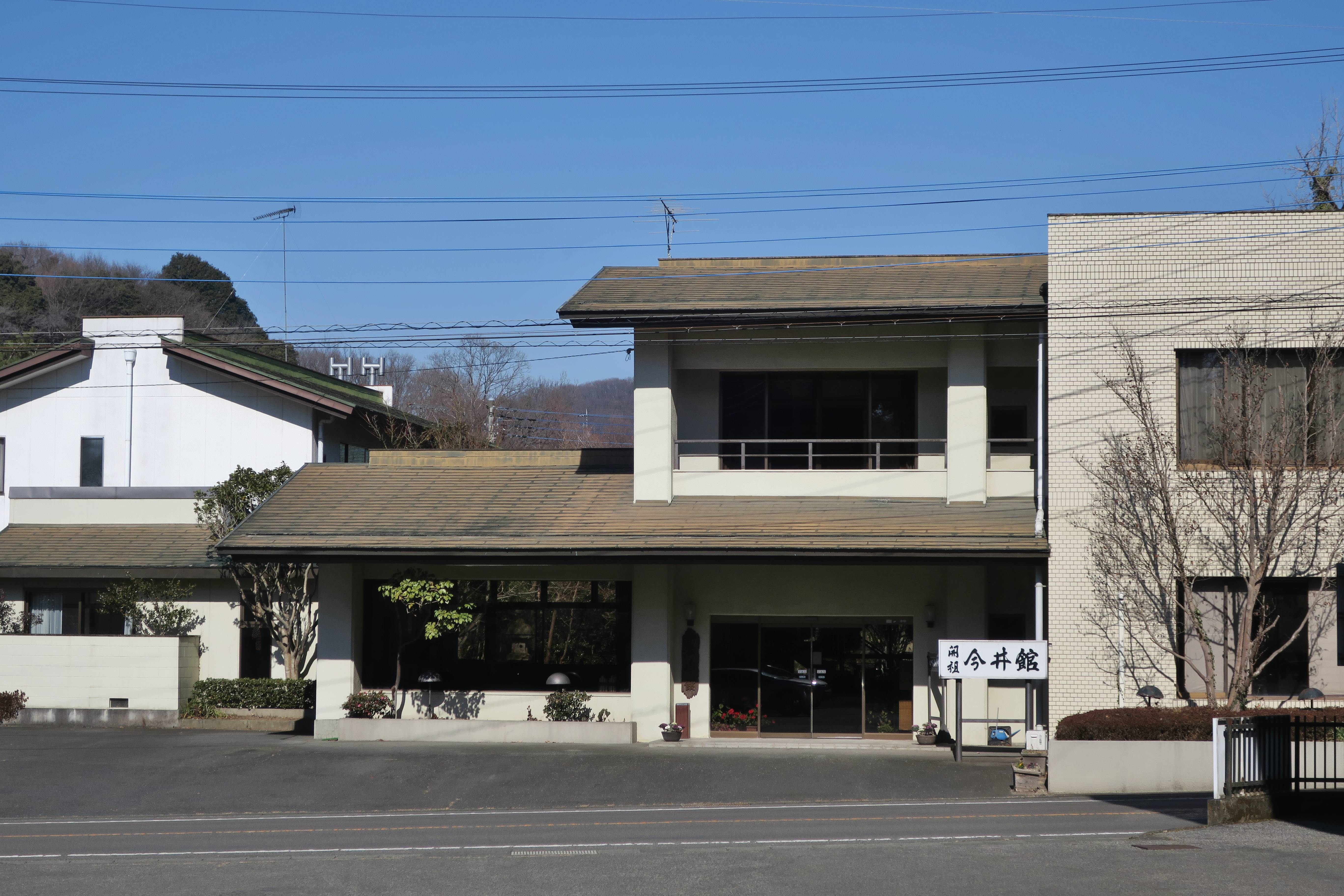
今井館（温泉旅館）

## 歴史

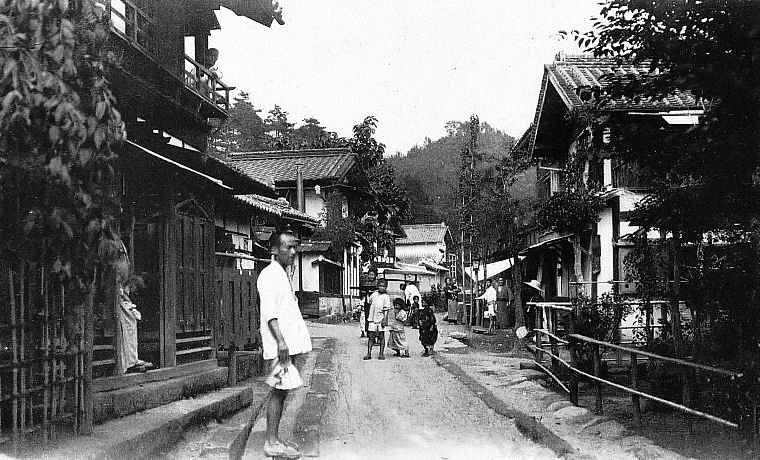
大正時代

その昔「湯の入り」と呼ばれる薮塚の地に、里人が小さな社の岩窟から湧き出る湯を病を治す湯治場として使っており、この妙湯に馬が飛び込み一声高くいななくと雲と雨を起こして天に舞い上がった。以来、冷泉に変わっていたが、村の老人の枕辺に薬師如来が現われ「この水を沸かせば、万病に効く霊泉となる」とお告げがあったという伝説が残る。天智天皇の御代行基上人により開いたと伝えられ、また新田義貞が鎌倉攻めの折、傷ついた兵士を湯治させたと言われている。そのため新田義貞の隠し湯と呼ばれている。
正式な開湯時期は不明だが、正中年間(1324年-1326年)発見と伝えられ、元文年間(1736年-1741年)に河内六郎平が官許を得て営業を始め、天明-文化の頃に殷賑を極めたが、文政期に衰退した。明治初期には今井弥造、伏島今近蔵らが再興し、明治10年代には年間来客数が1万512人、末期には10万人に達した。1942年から1945年までは中島飛行機の社員寮となっていた。
2004年に発生した一連の温泉偽装問題で、温泉地内の一部旅館の温泉表示が問題視されたことがある。これを機に温泉を使用している「温泉旅館」と、そうでない「観光旅館」との区別が明確化された。2007年3月1日、清水聖義太田市長（当時）による「偽温泉」発言が波紋を呼び、陳謝する事態となった（清水聖義#「ニセ温泉」発言参照）。

## 近くの観光地
- 太田市立藪塚本町歴史民俗資料館
- 三日月村
- ジャパンスネークセンター
- 藪塚石切場跡
- 温泉神社 - 伝説に登場する薬師如来が納められている[17]。
- 湯前山 常永寺
- なつめの里・西山古墳
- 北山古墳
- パイプ塚
- 彦部家住宅

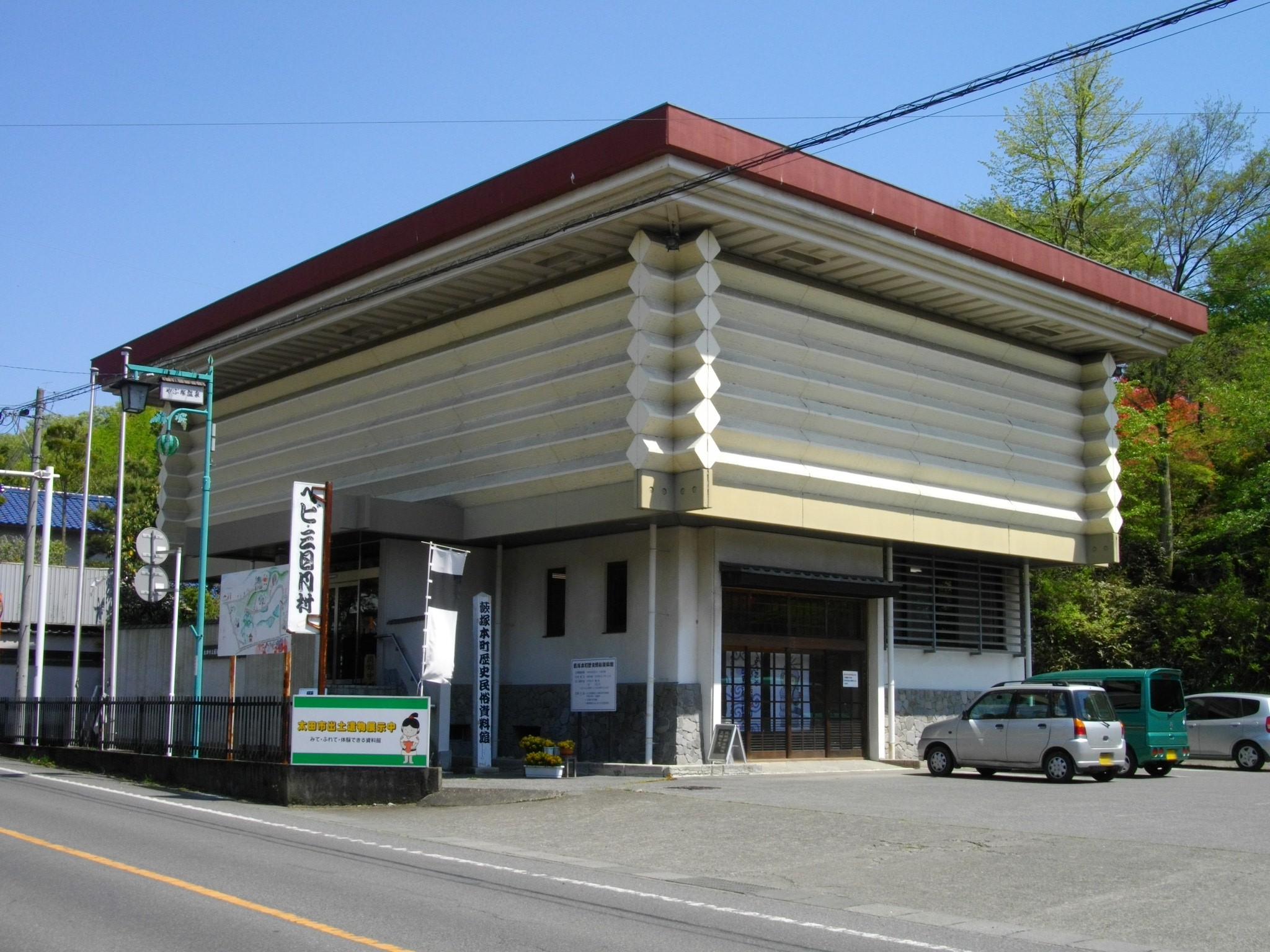
歴史民俗資料館
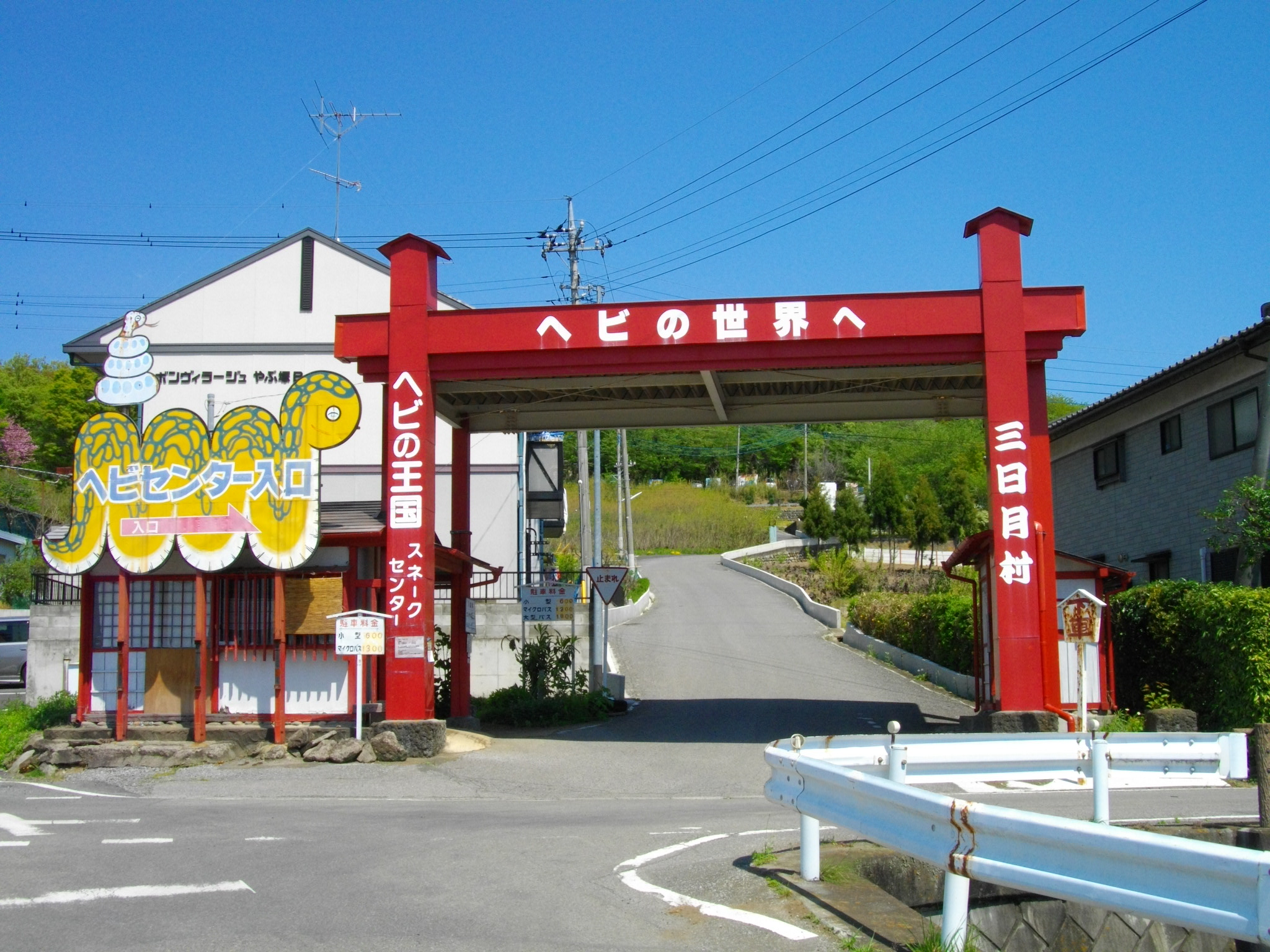
ジャパンスネークセンター・三日月村入口
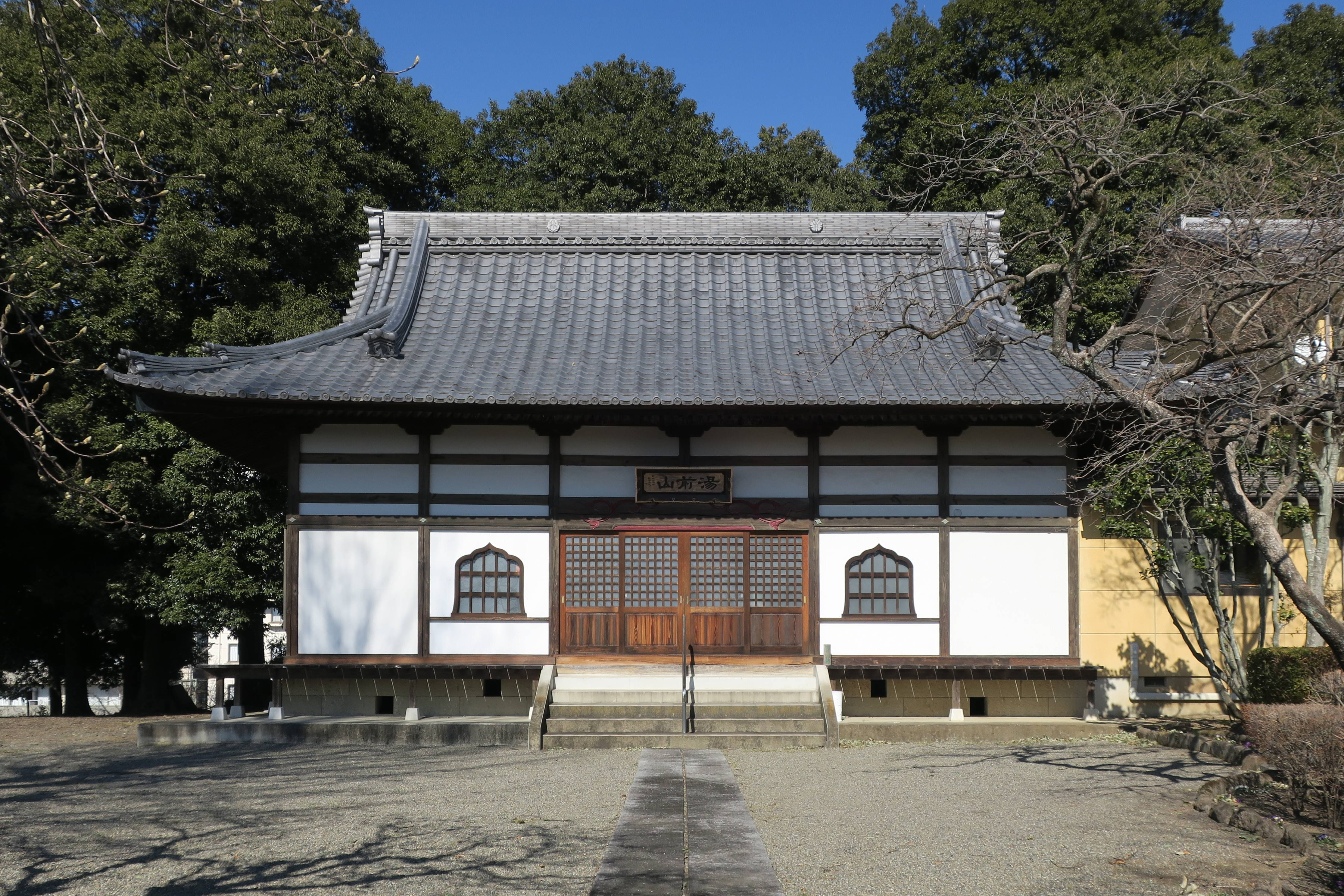
常永寺
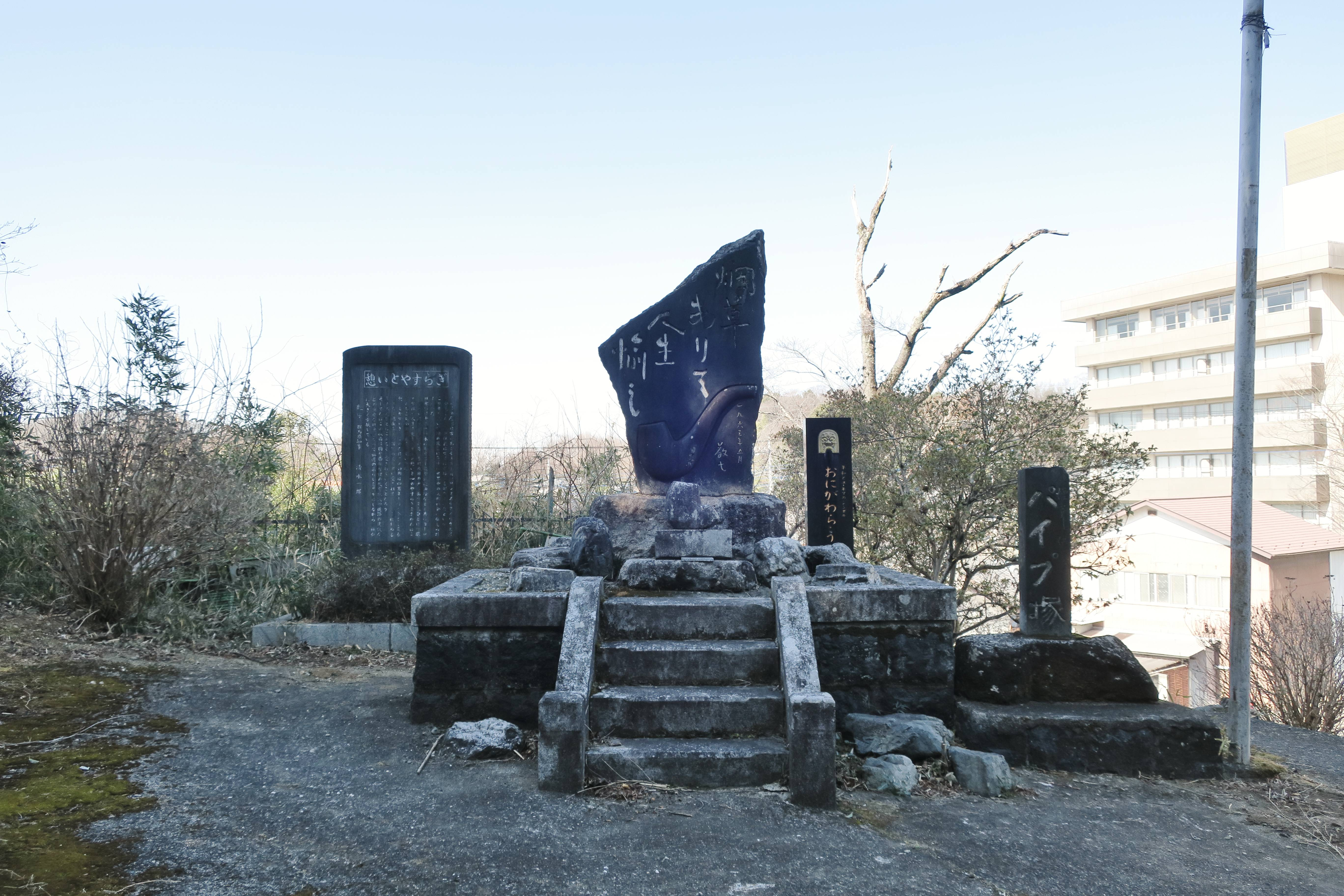
パイプ塚
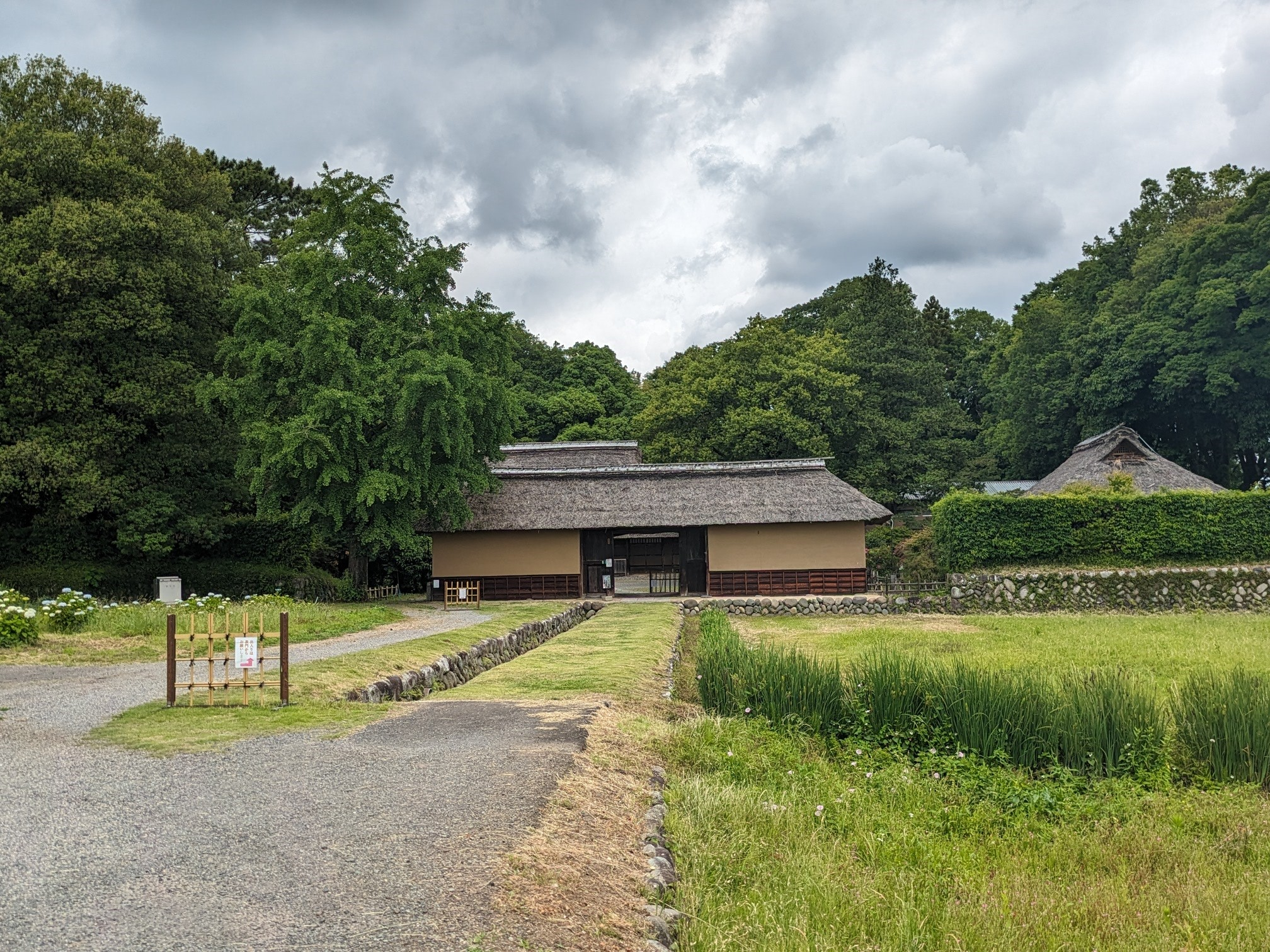
彦部家住宅（長屋門）

## 登場する作品
- 田山花袋「藪塚と西長岡」『一日の行楽』(博文館、1918)、pp.99-102[18]。
- 田山花袋『温泉めぐり』（博文館、1918）
- 新田次郎『新田義貞』（新潮社、1978）
- 仮面ライダー鎧武　オーバーロードの王・ロシュオがいる石切り場の舞台となった[19]。

## 交通アクセス
- 鉄道 : 東武桐生線藪塚駅（特急・りょうもう停車）より徒歩約15分[20]
- 自動車 : 北関東自動車道太田桐生ICより約15分、太田藪塚ICより約10分

## 参考図書
- 地質調査書『日本温泉・鉱泉分布図及び一覧』(1975)
- 地質調査書『日本温泉・鉱泉分布図及び一覧』(1992)
- 『群馬県百科事典』(上毛新聞社、1979)
- 木暮敬、萩原進『群馬の温泉』(上毛新聞社、1980)
- 『群馬県の地名』(平凡社、1980)
- 『角川日本地名大辞典』(角川書店、1988)
- 『藪塚本町誌・下巻』(1995)
- 『全国温泉大事典』(旅行読売出版社、1997)
- 群馬の小さな温泉(上毛新聞社、2010)
- 「ぐんまの温泉」(群馬県観光局観光物産課、2020)